# Marabese Design
Marabese Design es una empresa italiana de diseño de motos. Fue fundada en el 1997 por Luciano Marabese y Rodolfo Frascoli.

## Motos
- Aprilia Atlantic
- Gilera DNA
- Gilera Ice
- Gilera Ferro 850 (rimasta allo stadio di prototipo)
- Gilera Nexus
- Gilera NRG
- Moto Guzzi V11
- Moto Guzzi V10 Centauro
- Moto Guzzi Breva 750 - Breva V1100
- Moto Guzzi Griso
- Moto Guzzi Norge
- Moto Morini Corsaro 1200
- Moto Morini 9 1/2
- Triumph Urban Daytona
- Triumph Tiger 1050
- Piaggio Vespa Gran Turismo 200
- Piaggio X8